# بدهل
 بدهل هي إحدى القرى التابعة لمركز سمسطا في محافظة بني سويف في جمهورية مصر العربية. حسب إحصاءات سنة 2006، بلغ إجمالي السكان في بدهل 9113 نسمة، منهم 4575 رجل و4538 امرأة.